# China Certification Centre for Automotive Products
Das CCAP (China Certification Centre for Automotive Products, chinesisch 中汽认证中心, Pinyin Zhōng Qì Rènzhèng Zhōngxīn) ist eine 1998 gegründete chinesische Zertifizierungsbehörde mit Sitz in der chinesischen Hauptstadt Beijing.

## Tätigkeitsschwerpunkt
Der Tätigkeitsschwerpunkt liegt auf der CCC Zertifizierung von sicherheitsrelevanten Automobilteilen, u. a.:
- Interieurteile
- Kraftstofftanks
- Sitze und Kopfstützen
- Sicherheitsgurte

Auch das China Quality Certification Center führt CCC Zertifizierungen von Automobilteilen durch.

## Regularien und Standards
Diese Zertifizierungen durch die CCAP laufen nach den staatlichen Vorschriften und Gesetzen, den chinesischen Nationalen Standards (GB Standards) und den entsprechenden Implementation Rules (Durchführungsbestimmungen) ab.

## Ziele
Das Ziel der CCAP ist es, einen hohen Qualitätsstandard von Automobilprodukten in China sicherzustellen und diesen stetig zu erhöhen. Prüfmerkmale der Zertifizierung liegen insbesondere im Bereich Sicherheit, Umweltschutz und Energieeinsparung. Diese werden sowohl für den Produktionsprozess an sich, als auch im Hinblick auf den Produktlebenszyklus untersucht.

## Organisation und Mitarbeiter
Fällt ein Automobilteil unter die CCC Zertifizierungspflicht, darf es ohne CCC Zertifikat und CCC Markierung generell nicht in China vertrieben werden. Die Zertifizierungspflicht gilt damit nicht nur für Erzeugnisse, die in China gefertigt werden, sondern auch für solche, die im Ausland produziert und nach China exportiert werden. Aus diesem Grund führt die CCAP CCC Zertifizierungen sowohl innerhalb Chinas als auch international durch. Dafür beschäftigt sie eine Vielzahl von Auditoren, die in staatlichen Institutionen besonders geschult werden und so ihre Qualifizierung erhalten.
An die CCAP angegliedert sind zudem zahlreiche durch die CNAS (China National Accreditation Service for Conformity Assessment) akkreditierte Testlabore. Diese sind besonders auf die Sicherheits- und Brenntests von Automobilprodukten ausgerichtet.
Derzeit wird die CCAP von Herrn Qiang Yi geleitet, der seit 2008 im Amt ist. Vorgänger war Herr Huang Xueping, der die Behörde zwischen 2002 und 2008 geführt hatte. Unter ihm ist die CCAP auf eine Behörde mit rund 80 fest angestellten Ingenieuren und ca. 100 in Teilzeit beschäftigten CCC-Inspektoren angewachsen.